# Vellozia abietina
Vellozia abietina är en enhjärtbladig växtart som beskrevs av Carl Friedrich Philipp von Martius. Vellozia abietina ingår i släktet Vellozia och familjen Velloziaceae. Inga underarter finns listade.